# Amphigastre
 (septembre 2023).
Si vous disposez d'ouvrages ou d'articles de référence ou si vous connaissez des sites web de qualité traitant du thème abordé ici, merci de compléter l'article en donnant les références utiles à sa vérifiabilité et en les liant à la section « Notes et références ».

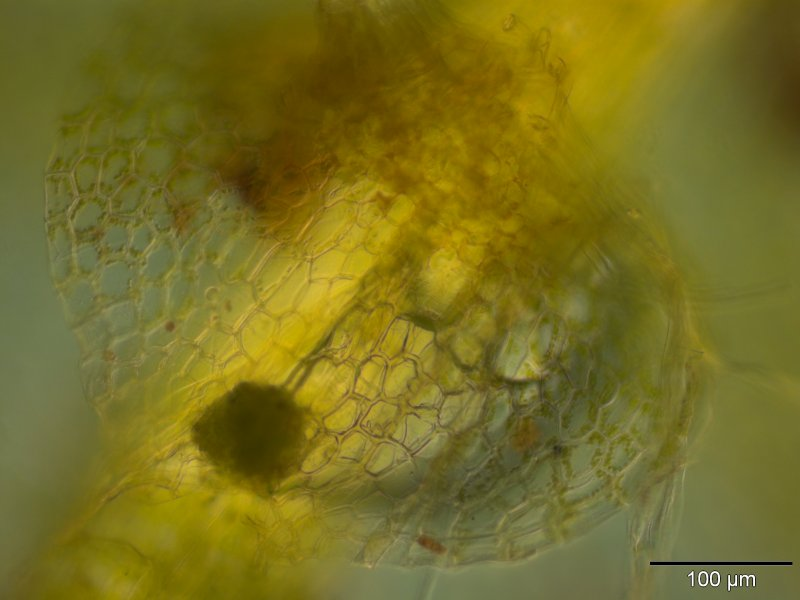
Un minuscule amphigastre sous la tige de Lophocolea heterophylla.

En botanique, les amphigastres sont de petites feuilles que l'on retrouve sur la face ventrale de la tige rampante des Jungermanniales, un ordre d'hépatiques.